# Daniel Vaněk
Daniel Vaněk (* 2. prosince 1965 Holešovice, Praha) je český výzkumný pracovník, forenzní genetik se zvláštní specializací molekulární biologie a DNA diagnostika. Člen DNA pracovní skupiny ENFSI (European Network of Forensic Science Institutes).

## Život

### Rodina a vysokoškolská studia
Daniel Vaněk se narodil 2. prosince 1965 v Praze Holešovicích. Jeho otcem byl soudce Vladimír Vaněk (* 1913), matkou Jiřina Vaňková. V letech 1984 až 1990 vystudoval na Univerzitě Karlově v Praze molekulární biologii a získal titul doktor přírodních věd (RNDr.) V letech 1995 až 2002 absolvoval doktorandské studium (titul Ph.D.) v témže oboru tamtéž.

### Odborné zkušenosti, působení, praxe
V období od roku 1989 do 1991 absolvoval studijní pobyt v pražském Mikrobiologickém ústavu ČSAV, kde se účastnil základního výzkumu ohledně transportu aminokyselin. V roce 1991 epizodně pracoval (coby analytik a databázový programátor) pro pražskou firmu EOS. Ltd. na problematice databáze pro strukturované programovací jazyky.

### Kriminalistický ústav
V Kriminalistickém ústavu Policie České republiky v Praze spoluzakládal v 90. letech 20. století Forenzní DNA laboratoř. V ní pak zastával po dobu deseti let (1992 až 2002) funkci vedoucího. Tady se věnoval forenzním analýzám DNA, školicí práci, vypracovávání posudků a spolupráci s vědeckými a výzkumnými pracovišti. Během tohoto působení se v mezidobí (1997 až 1998) účastnil (coby člen pracovní skupiny DNA profilování ve francouzském Lyonu) přípravy směrnic (určených pro Interpol), které se týkaly používání forenzní genetiky a mezinárodní výměny dat.

### Bývalá Jugoslávie
Pod záštitou Mezinárodní komise pro pohřešované osudy (International Commission on Missing People) pomáhal téměř tři roky (2002 až 2004) v Bosně a Hercegovině identifikovat oběti z masových hrobů. V rámci této mise zastával funkci ředitele DNA laboratoře, manažera kvality a vedoucího výzkumu a vývoje. (kromě forenzní analýzy DNA se tam zabýval výzkumem, vývojem a školením.) V práci pro Mezinárodní komisi pro pohřešované osudy (International Commission on Missing People) pokračoval jako externí konzultant v Praze i v následujících letech 2004 až 2005, kdy zpracovával znalecké posudky pro Mezinárodní soudní tribunál pro bývalou Jugoslávii v Haagu.

### Forenzní DNA servis
Od roku 2005 vykonává Daniel Vaněk funkci ředitele pražské společnosti Forenzní DNA servis. Firma se zabývá expertizní činností v oboru forenzní genetiky, spoluprací s vědeckými a výzkumnými institucemi a provádí také školící činnost. V této firmě vyvinul například nové odběrové soupravy pro kriminalisty. Také se zapojil do projektu Archeosteon.

### Akademická půda
Jako pedagogický pracovník pro obor forenzní biologie a genetika přednáší předmět „Forenzní genetika“ na dvou fakultách:
- Od roku 2008 na Přírodovědecké fakultě Univerzity Karlovy v Praze;[1]
- Od roku 2009 na 2. lékařské fakultě Univerzity Karlovy v Praze.[1][5]

### Další aktivity
- Pozici prezidenta Československé společnosti pro forenzní genetiku (se sídlem v Praze) vykonával v letech 2006 až 2008.[1] (Společnost měla vazby na mezinárodní vědecké organizace.[1])
- Od roku 2006 pracuje jako posuzovatel (pro obor Forenzní DNA laboratoře;[1] norma ISO 17025) pro Český institut pro akreditaci v Praze.[1] Pro tutéž organizaci vykonává od roku 2007 i funkci tajemníka technické komise pro forenzní laboratoře.[1]
- Od roku 2007 pracuje a je zapsán jako soudní znalec pro Městský soud v Praze v následujících odvětvích, oborech a specializacích:[1]
  - Zdravotnictví, GENETIKA, se zvláštní specializací molekulární biologie a DNA diagnostika, správná laboratorní praxe;[6]
  - Kriminalistika, se zvláštní specializací forenzní biologie a genetika.[6]
- Ústavu soudního lékařství při pražské Fakultní nemocnici Bulovka poskytuje od roku 2011 expertizní činnost coby genetik/biolog.[1]
- Byl místopředsedou vědecké Rady Ústavu pro studium totalitních režimů (ÚSTR). Na tuto funkci rezignoval 11. dubna 2013 poté, co byl 10. dubna 2013 Radou ÚSTR odvolán stávající ředitel ÚSTR Mgr. Daniel Herman, který tuto funkci vykonával od 12. srpna 2010.[1]
- Od roku 2021 se věnuje výzkumu a vývoji (na pozici vědeckého pracovníka) v pražském Ústavu pro životní prostředí Přírodovědecké fakulty Univerzity Karlovy.[1]

### Členství v profesních organizacích (bývalé i současné)
- INTERPOL = International Criminal Police Organization; (Evropská pracovní skupina DNA profilování);[1]
- EAFS (European Academy of Forensic Sciences = Evropská akademie forenzních věd);[1]
- ISFG (International Society for Forensic Genetics = Mezinárodní organizace pro forenzní genetiku);[1]
- ENFSI (European Network of Forensic Science Institutes DNA Working Group = DNA pracovní skupina ENFSI);[1][2]
- Evropská STR pracovní skupina (European STR Working Group, Madison)[1] (od roku 2000 funkce koordinátora);[2]
- Československá společnost pro forenzní genetiku;[1]
- ISABS (International Society for Applied Biological Sciences = Mezinárodní společnost pro aplikované biologické vědy)[1]

## Publikační činnost
Daniel Vaněk je autorem několika monografií a spoluautorem několika monografií. Publikoval více než 25 vědeckých článků (převážně v angličtině). Za dobu své forenzně-genetické kariéry v českých odborných časopisech (Živa; Kriminalistika; Vesmír; Biologické listy; Koktejl) publikoval více než 30 popularizačních článků.

### Monografie
- VANĚK, Daniel. Forenzní genetika v procesu dokazování. Nakladatelství Forensica; 2011.[7]
- VANĚK, Daniel a kolektiv. Genetická genealogie: sledování rodových linií pomocí analýzy DNA. Praha: Forenzní DNA servis, s.r.o., Nakladatelství Forensica; 2015; 148 stran + (barevné ilustrace, mapy, faksimile); ISBN 978-80-904958-0-7.[7]
- VANĚK, Daniel a JOSEFIOVÁ, Jiřina. Úvod do genetické identifikace CITES živočichů/organizmů. Praha: Agentura ochrany přírody a krajiny ČR (AOPK ČR), Nakladatelství Forensica; 2015; 121 stran. (účelová publikace).[7]
- VANĚK, Daniel a kolektiv. Průvodce DNA testováním a genetickou genealogií. Praha: Forenzní DNA servis, s.r.o., Nakladatelství Forensica; 2016; 207 stran; ISBN 978-80-904958-1-4.[7]

### Spoluautorství v monografiích
- Malina, Jaroslav, a kolektiv (2009): Antropologický slovník (s přihlédnutím k dějinám literatury a umění) aneb co by mohl o člověku vědět každý člověk. Brno: Akademické nakladatelství CERM. ISBN 978-80-7204-560-0.[7]
- Michal Beran a kolektiv (2012): Soudnělékařská identifikace. Nakladatelství Karolinum. ISBN 978-80-246-2106-7.[7]
- Jiří Štefan, Jiří Hladík a kolektiv (2012). Soudní lékařství a jeho moderní trendy. Nakladatelství Grada Publishing. ISBN 978-80-247-3594-8.[7]
- Daniel Vaněk and Katja Drobnič (2014) Forensic DNA Typing and the Quality Assurance. Kapitola v knize Forensic DNA Applications: An Interdisciplinary Perspective, Editors: Dragan Primorac, Moses Shanfield. CRC Press ISBN 9781466580220, strany: 205-249; (anglicky).[7]
- Daniel Vaněk (2015) Forenzní genetika v medicíně, kapitola v knize Slabý O, et al. Molekulární medicína. Praha: Nakladatelství Galén; 2015, ISBN 978-80-7492-121-6.[7]

## Přednášková činnost (besedy)
Daniel Vaněk pořádá přednášky či besedy na následující témata:
- Identifikační (forenzní) genetika;
- archeogenetika;
- genetická genealogie.

### Vysoké školy
Přednášky jsou určeny po vysokoškolské posluchače Přírodovědecké fakulty UK (Forenzní genetika a biologie), 2. lékařské fakulty UK (Základy forenzní genetiky) a Přírodovědecké fakulty Jihočeské univerzity (Forenzní biologie; Genetika).

### Široká veřejnost
Popularizační přednášky (určené široké veřejnosti jsou na téma „Genetická genealogie“ (obsahem přednášky jsou možnosti využití genetické genealogie nejen v kriminalistice, ale při i při zkoumání starých kosterních pozůstatků nebo při bádání po minulosti rodu případně i celých národů) nebo na téma „Genetika kolem nás“ (obsahem přednášky je spojení genetiky a dalších oblastí liddké činnosti jako například: genetika a vaření piva, DNA a architektura, genetika a cílené biologické zbraně, genetika a přepisování učebnic, DNA a výpočetní technika, atd.)